# ستيفاني كلارك
ستيفاني كلارك هي لاعبة كرلنغ كندية، ولدت في 10 نوفمبر 1980 في تشارلوت تاون في كندا.